# Йозеф Цвернеман
Йозеф «Юпп» Цвернеман (нім. Josef «Jupp» Zwernemann; 26 березня 1916, Кірхворбіс — 8 квітня 1944, Гарделеген) — німецький льотчик-ас, гауптман люфтваффе. Кавалер Лицарського хреста Залізного хреста з дубовим листям.

## Біографія
Спочатку вступив у крігсмаріне, але потім був переведений у люфтваффе. 1 березня 1940 року зарахований в 7-му ескадрилью 52-ї винищувальної ескадри. Учасник Французької кампанії, боїв над Критом і на радянсько-німецькому фронті, де став найкращим експертом групи. В травні 1943 року переведений в навчальну групу «Схід», дислоковану у Франції, а восени 1943 року — в 3-тю ескадрилью 77-ї винищувальної ескадри, яка діяла на Італійському фронті. З 15 грудня 1943 року служив у 1-й ескадрильї 11-ї винищувальної ескадри (з грудня 1944 року — її командир), дислокованої в Німеччині. 8 квітня 1944 року в бою з американськими винищувачами його літак був підбитий. Цвернеман вистрибнув з парашутом, але був розстріляний американськими льотчиками у повітрі.
Всього за час бойових дій Цвернеман здійснив близько 600 бойових вильотів і збив 126 ворожих літаків, з них 100 — на рядянсько-німецькому фронті.

## Нагороди
- Нагрудний знак пілота
- Медаль «За вислугу років у Вермахті» 4-го класу (4 роки)
- Залізний хрест 2-го класу (липень 1940)
- Орден «Доблесний авіатор», золотий хрест (Румунія) (1 серпня 1941)
- Залізний хрест 1-го класу (серпень 1941)
- Почесний Кубок Люфтваффе (12 грудня 1941)
- Німецький хрест в золоті (11 травня 1942)
- Лицарський хрест Залізного хреста з дубовим листям
  - Лицарський хрест (23 червня 1942)
  - Дубове листя (№141; 31 жовтня 1942) — за 103 повітряних перемоги, з яких 30 Цвернеман здобув самотужки у вересні 1942 року.
- Авіаційна планка винищувача в золоті з підвіскою «600»